# Quanzhi Fashi
Маг на повну ставку (англ. Full-Time Magister), — серія китайських новел та донхва від студії Foch Films, яке транслюється на Tencent Animation у Китаї з 2016 року.

## Сюжет
Історія розповідає про відчуженого старшокласника Мо Фана який опинився у всесвіті, схожому, але явно відмінному від його власного буденного; це місце, де магія замінила сутність науки. Тут найздібніших студентів навчають опановувати чудеса заклинань, щоб відбиватися від великих спустошливих звірів, які ховаються в лісах навколо міста.  Як і в попередньому житті, Мо Фан залишається сином бідного робітника та старшим зведеним братом сестри-каліки. Незважаючи на всі складнощі, він мріє відвідати магічну школу, щоб стати чаклуном — це дуже шанована та прибуткова професія — щоб відплатити батькові за його важку працю.  Мо Фана приймають до відомого магічного закладу. Проте поширювалися чутки про його бідність і відсутність магічних здібностей, називаючи його посміховиськом у школі. Тим не менш, Мо Фану вдається використовувати не лише могутню стихію вогню, а й рідкісну стихію блискавки! Тепер, озброєний подвійними здібностями, Мо Фан готовий зіткнутись із новими труднощами!

## Головні персонажі
Мо Фан — із бідної китайської родини. Його батько працює перевізником вантажів на різні підприємства. У нього є молодша сестра Е Сінься, вона не є йому рідною, її мама залишила під опікою його батькові Мо Цзя Сіну після їхнього розставання. Але Мо Фан щиро любить і плекає її. Колись давно в дитинстві, його батько працював водієм у дуже впливової та багатої родини міста Бо (там де вони жили), що була відгалуженням клану Му. Мо Фан потоваришував та закохався у спадкоємницю цієї гілки коли ті були маленькі. І їх упіймали разом при спробі втекти з дому. Через що його батька побили та звільнили. Ну ось одного разу коли Мо Фан ішов з уроків додому, його зупинив дідок охоронець і подарував йому амулет. Після того як Мо Фан прокинувся наступного ранку, він виявився начебто в його ж світі, але тепер тут усім керувала магія. Мо Фан завалює іспити на вступ до Старшої школи магії так як не знав того, що вони вчили протягом 7 років, поки він був у своєму світі. У результаті його Батько продає будинок і витрачає ці гроші на те, щоб Мо Фан все ж вступив до Магічної Академії. У якій виявляє неймовірні здібності у стихії вогню. Пробуджує ще один неймовірно рідкісний елемент — блискавку. Але не показуючи цього, довгий час прикидається слабким магом, таємно тренуючи другий елемент. У тренуваннях йому допомагає подарований амулет. Так і починається дорога Мо Фаня від невдахи до одного з найсильніших магів.
Нінсюе Му —подруга дитинства Мо Фаня. Геніальний льодяний маг. У віці п'ятнадцяти років була прийнята до Імперського університету магії.
Е Синь Ся — зведена сестричка Мо Фаня, яка перша побачила магію блискавки брата, не може ходити, і тому прикута до коляски. Стихія — магія лікування.
Сяохоу Чжан—друг дитинства та однокласник Мо Фана Чжан Сяохоу добрий і смішний. Він завжди підтримує Мо Фана, називає його братом. Хоче стати сильнішим, щоб захистити своїх друзів і місто від таких катастроф.

## Допоміжні персонажі
- Тан Юе — нова вчителька, яка підтримує Мо Фаня. Стихія — вогонь, тінь, магічний суддя.
- Му Бай — популярний хлопчик у школі, що задирав Мо Фаня. Стихія — лід.
- Мо Сін — водій родини Му та батько Мо Фана. Під час анімації він мало з'являвся, працюючи або розмовляючи зі своїм сином. Мо Сін не мав великого успіху в своєму житті, він завжди думає та робить усе можливе для свого сина, Мо Фана, що спонукає підлітка навчатися й стати великим чарівником, щоб дати хороше життя для свого батька.
- Кай Тан — близька до родини Му, ненавиділа Мо Фана і закохалася у його образ Фань Мо. Стихія — лід